# John Campbell (2e comte de Breadalbane et Holland)
Pour les articles homonymes, voir John Campbell et Campbell.

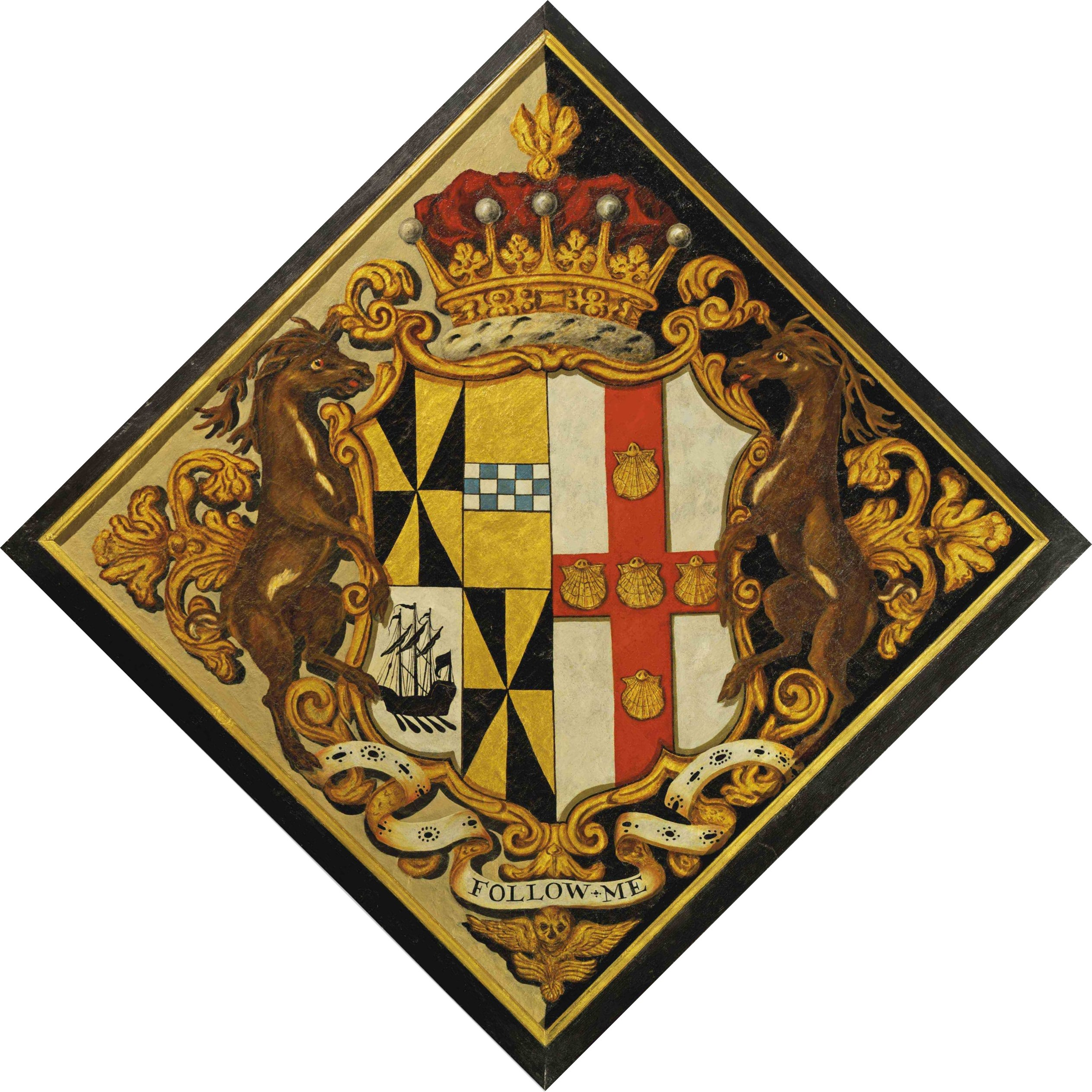
armes de de Breadalbane et Holland

John Campbell, 2e comte de Breadalbane et Holland (19 novembre 1662 - 23 février 1752), est un noble écossais.

## Biographie
Il est né à Breadalbane de John Campbell (1er comte de Breadalbane et Holland) (en) et de Mary Rich. En 1685, il épouse Frances Cavendish, fille de Henry Cavendish (2e duc de Newcastle) et Lady Frances Pierrepont. Lady Frances mourut sans descendance le 4 février 1690. Le 23 mai 1695, le comte se remarie une seconde fois avec Henrietta Villiers, fille d'Edward Villiers et de Frances Howard. Ils ont trois enfants dont John Campbell (3e comte de Breadalbane et Holland).
Le comte est communément appelé Lord Glenorchy. Le 19 mars 1717, il succède à son père en tant que 2e comte de Breadalbane et Holland. Il pourrait également revendiquer d'autres titres tels que le 6e baronnet Campbell de Glenorchy ; 2e vicomte de Tay et Paintland ; et 2e Lord Glenorchy, Benedoch, Ormelie et Weick.
De 1725 à 1752, il est Lord Lieutenant du Perthshire et de 1736 à 1747, il occupe le poste de pair représentatif écossais. De 1746 jusqu'à sa mort en 1752, il est juge en chef à Eyre.